# Marcus Baby
Marcus Vinícius da Silva Bernardo (Natal, 23 de novembro de 1969), mais conhecido como Marcus Baby, é um artista plástico que cria bonecas réplicas de famosos e celebridades.

## Biografia
Marcus Baby nasceu em Natal, Rio Grande do Norte, em 1969. Filho de militar, passou a infância e pré-adolescência em Niterói, no Rio de Janeiro e voltou para sua cidade de origem em 1979 junto com seus pais. Formou-se como técnico em edificações em 1987 na Escola Técnica Federal do Rio Grande do Norte onde passou a exercer a profissão, trabalhando em construtoras potiguares e viajando entre cidades nordestinas devido à função. Nas horas vagas escrevia crônicas para um blog pessoal até decidir colecionar bonecas de brinquedo de celebridades. Começou então a homenagear celebridades nacionais e internacionais customizando as próprias bonecas, transformando-as em esculturas, popularmente conhecidas como Toy-Art.

## Arte
Ainda na década de 1990, após ver numa matéria de televisão uma coleção de bonecos de personalidades da cultura pop, resolveu que montaria algo similar, até perceber que poderia criar as suas próprias esculturas, usando como base bonecos infantis, ou Action Figures colecionáveis como Barbie, Max Steel, Susi e similares. Depois de anos de pesquisa e sem nenhuma orientação acadêmica, iniciou oficialmente sua coleção, em novembro de 2005, criando assim sua primeira réplica, uma boneca da cantora Baby do Brasil (de quem é fã e motivo pelo qual  adotou o “Baby” em seu nome artístico). A intenção era criar  bonecos apenas do casal Baby do Brasil e Pepeu Gomes (guitarrista e ex-esposo de Baby), mas com o decorrer do tempo e a satisfação pelo resultado, continuou recriando outros de seus ídolos.

## Mídia
Com as réplicas expostas em um blog de internet, criado exclusivamente para visualização de sua arte, passou a chamar a atenção de vários dos homenageados, como a cantora potiguar Marina Elali, que foi a primeira artista a elogiar publicamente seu trabalho, no ano de 2008. A partir desse momento, seu nome foi gradativamente sendo comentado pela mídia, até conseguir seu primeiro grande sucesso nacional, com a criação de uma polêmica boneca cadeirante, inspirada no personagem Luciana, da novela "Viver a Vida", interpretada pela atriz Alinne Moraes. Também chamou a atenção da imprensa com a recusa de venda da sua boneca réplica da apresentadora Hebe Camargo , ao também apresentador Otávio Mesquita, que virou matéria de tablóides e sites de fofoca no início de 2010. Com o sucesso, outros famosos passaram não apenas a admirar sua arte, como também ajudar na divulgação e esperar ansiosos por suas réplicas, como foi o caso do ator Bruno Gagliasso e do maquiador, e ex-BBB, Dicesar.

## Curiosidades

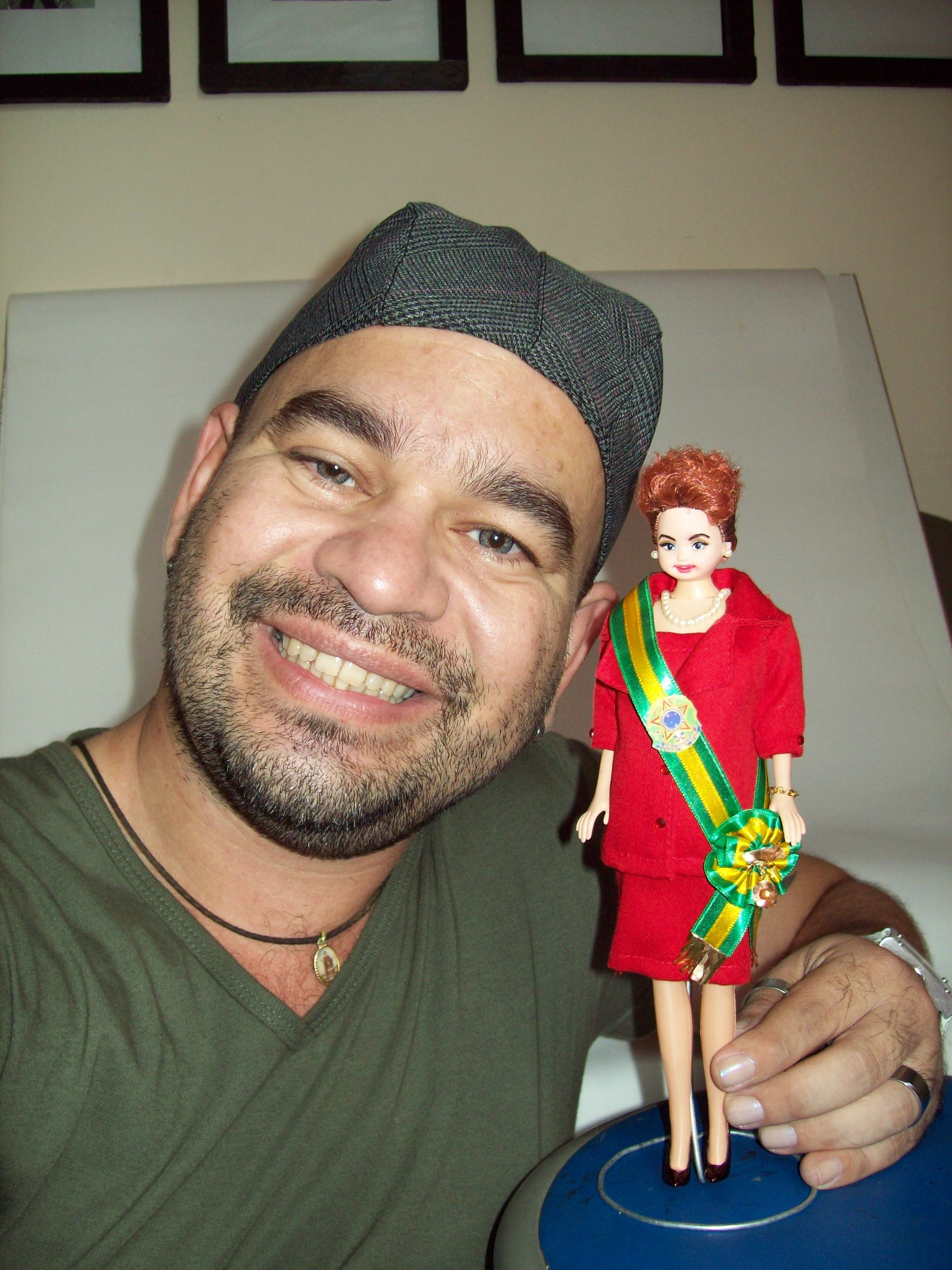
Marcus Baby e sua internacionalmente conhecida boneca "Barbie Dilma".

O artista plástico faz as esculturas por puro hobby. Não vende e nem faz nenhum boneco sob encomenda. Possui mais de 250 bonecas concluídas em sua coleção particular e exibe todas em um blog pessoal.
Um dos maiores êxitos do artista é a réplica do cantor e ator Fiuk, em maio de 2010, na época ídolo teen e protagonista da novela "Malhação", que virou assunto nacional tendo destaque em todos os meios de comunicação, chegando a ganhar verbete exclusivo de busca no Google.
No final de setembro de 2010, voltou à mídia devido ao sucesso instantâneo de seu último lançamento, a boneca Melina, personagem da novela "Passione", fazendo com que as buscas pelo verbete Mayana Moura, a atriz homenageada, aumentassem em 200 vezes  mais que na semana anterior, segundo o site Yahoo , no dia 23 de setembro de 2010.
A sua boneca em homenagem a Dilma Rousseff, ex-Presidente do Brasil, se transformou em fenômeno de mídia nacional e internacional ao ser lançada poucos dias após a posse da então ministra, em janeiro de 2011. Carinhosamente apelidada de "Barbie Dilma" a boneca foi assunto instantâneo e obrigatório em toda imprensa nacional como também nos EUA,Canadá,Portugal,Espanha,Venezuela,Argentina, entre outros países de língua hispânica, sempre destacado como assunto de "política internacional".
Em outubro de 2011, o artista plástico lança as bonecas "Valéria e Janete" em homenagem as personagens do humorístico "Zorra Total". A repercussão nacional é tão grande e tão rápida que em menos de 24 horas o ator Rodrigo Sant' Anna, personificado como "Valéria Vasques", entrevista o artista plástico ao lado do radialista Tino Junior na Radio Globo do Rio de Janeiro agradecendo no ar a criação da réplica de sua personagem do quadro "Metrô Zorra Brasil".
As réplicas das atrizes Lilia Cabral e Christiane Torloni, respectivamente incorporadas nas suas personagens "Griselda" e "Tereza Cristina" de "Fina Estampa", foram divulgadas pelo próprio autor da novela, o dramaturgo Aguinaldo Silva, publicando em seu twitter oficial uma foto das bonecas e as transformando em sucesso instantâneo na imprensa nacional, em dezembro de 2011, horas antes do artista plástico lançar oficialmente a homenagem em seu site.
A primeira celebridade homenageada pelo artista plástico a conhecer pessoalmente sua réplica foi a apresentadora Eliana, durante as gravações do "Programa Eliana", em seu próprio palco nos estúdios do SBT. O fato, devidamente registrado pela emissora, foi ao ar no dia 21 de outubro de 2012 e amplamente divulgado pela mídia.
A sua boneca em homenagem a Lady Gaga, celebrando a primeira vinda da cantora ao Brasil, foi um dos principais assuntos do país no dia 7 de novembro de 2012, segundo o Portal da Revista Caras, chegando a disputar posições com a notícia mundial sobre a reeleição do Presidente Barack Obama nos EUA.
Lançado em janeiro de 2013, seu boneco em homenagem ao Padre Marcelo Rossi faz sucesso na imprensa nacional, vira piada do humorista Rafinha Bastos, mas também provoca desconforto na comunidade gospel , que acusa o artista plástico de colaborar, com a sua réplica, para o fanatismo cristão de adoração a imagens religiosas.
Em junho de 2013, durante o período de manifestações populares ocorridas por todo Brasil, o artista plástico lança uma versão boneco para o cantor Renato Russo visivelmente protestando contra a "cura gay", o polêmico projeto proposto pelo deputado João Campos e aprovado pela Comissão de Direitos Humanos da Câmara, presidida pelo pastor Marco Feliciano. A miniatura aparece segurando um cartaz com os dizeres "Liberdade não tem cura #forafeliciano" e vira assunto na mídia nacional.
A boneca da cantora de música pop Anitta, lançada no início de julho de 2013 pelo artista plástico, alcança repercussão nacional tão rapidamente que a própria homenageada decide colocar uma foto da réplica nas redes sociais onde em menos de 24 horas, apenas a opção “curtir”, ultrapassa os 48 mil cliques no seu perfil do Instagram e mais de 22 mil no seu Facebook oficial.
Sua boneca em homenagem a atriz Lupita Nyong'o, lançada no final de abril de 2014, foi bastante comentada não apenas pela imprensa brasileira mas também em Portugal e alguns países do continente africano como Angola, Moçambique, Cabo Verde, entre outros.
O boneco em homenagem ao Hulk, jogador de futebol da seleção brasileira, é em um dos assuntos mais comentados nas redes sociais na primeira semana de julho de 2014, durante a Copa do Mundo FIFA no Brasil, aparecendo em praticamente todos os veículos de comunicação do país devido a semelhança anatômica da réplica como a dos glúteos exagerados do atacante.
A popstar Madonna se encantou com sua boneca inspirada no videoclipe "Bitch I'm Madonna" criada por Marcus Baby e, surpreendentemente, compartilha duas fotos da peça em seu perfil oficial no Instagram no dia 21 de julho de 2015. "Tão, tão fofa", escreveu a cantora, demonstrando encantamento. E, na outra foto, Madonna postou: "Estou apaixonada por ela". O fato repercutiu na imprensa brasileira como também nos Estados Unidos, Portugal e México.
Sua boneca grávida inspirada na cantora Beyoncè em sua performance no Grammy Award 2017 divulgada em março de 2017 nas redes sociais fez tanto sucesso que se transformou em assunto imediato por dias seguidos em mais de 30 países, sendo destaque no Inglaterra, Reino Unido, Alemanha, França, Itália, Polônia, Eslovênia, Japão, China, Portugal, Canadá, Estados Unidos, México, Áustria, Espanha e alguns países do continente africano e Arábia Saudita entre outros, além da gigantesca repercussão no Brasil.